# Religia ludowa
Religia ludowa (niem. religiöse Volkskunde) – etniczne bądź regionalne zwyczaje i wierzenia religijne, pozostające poza oficjalną doktryną religijną.